# Beta-tester
Beta-tester – osoba, która testuje jakość oprogramowania lub jego zgodność z wymaganiami wersji beta, czyli jeszcze przed oficjalnym wydaniem produktu. Pomaga producentom oprogramowania poprzez składanie raportów z testowania oraz raportowanie błędów.
W przypadku oprogramowania Open Source testowanie wersji beta ma zwykle charakter działalności wolontariackiej, ponieważ wstępne wersje programu są dostępne dla wszystkich użytkowników, a zainteresowani mogą zgłaszać błędy w trakcie użytkowania. W pozostałych przypadkach testerzy beta mogą być zatrudniani przez producenta do weryfikowania oprogramowania w ich własnym środowisku. Często werbowani są spośród potencjalnych przyszłych użytkowników danego oprogramowania, społeczności fanów danego oprogramowania lub spośród specjalistów zajmujących się testowaniem oprogramowania.